# Genlisea
Genlisea A.St.-Hil., 1833 è un genere di piante carnivore semiacquatiche appartenente alla famiglia Lentibulariaceae.
Tutte le specie appartenenti a questo genere sono caratterizzate dalla totale assenza di un apparato radicale (carattere condiviso con il genere Utricularia) e da eterofillia, consistente nella presenza di due tipi di foglie: foglie verdi con funzione fotosintetica e foglie ipogee modificate, chiamate rizofilli, che svolgono sia alcune delle tipiche funzioni delle radici, come l'ancoraggio al suolo della pianta, ma anche la cattura di piccoli organismi del terreno.

## Descrizione

### Morfologia vegetativa
Tutte le specie del genere Genlisea presentano unicamente il meristema apicale caulinare, mentre è totalmente assente il meristema apicale radicale, essendo prive di radice. Tutte le specie sono distintamente eterofille, producendo due tipologie di foglie diverse per quanto riguarda la morfologia e la funzione. Entrambe le tipologie di foglie sono disposte sul fusto con fillotassi spiralata. Il fusto è, nella generalità dei casi, compresso, in modo da formare una rosetta basale. Nella specie G. repens il fusto può anche essere lungo, prostrato e sotterraneo, simile ad uno stolone.
La prima tipologia fogliare è costituita da foglie situate sopra il terreno, deputate alla fotosintesi. La seconda tipologia è costituita da foglie altamente modificate, sotterranee, tubulari, denominate rizofilli, deputate alla cattura di microrganismi e all'ancoraggio al terreno della pianta.
Le foglie fotosintetiche sono dorsoventrali e picciolate. Il picciolo è di lunghezza variabile, a sezione circolare o ellittica, filiforme, e si allarga gradualmente trasformandosi nella lamina fogliare. La lamina è rotondeggiante, spatulata, oblunga o lanceolata, con apice obtuso o arrotondato. La consistenza della lamina varia dal membranoso in specie frequentemente sommerse come G. guianensis, fino ad essere leggermente succulenta nel caso di G. roraimensis. Le foglie sono generalmente glabre, ma possono presentare diverse tipologie di tricomi su entrambe le facce. Le rosette possono essere dense o libere, appressate al suolo.

#### Rizofillo
I rizofilli sono foglie modificate tubulari, sotterranee, solitamente prive di clorofilla, con geotropismo positivo. In tutti i membri del genere Genlisea il rizofillo presenta una forma che ricorda una "Y" rovesciata e, dall'estremità prossimale verso quella distale, è possibile distinguere quattro regioni: peduncolo, vescicola, collo tubulare e bracci elicoidali. La prima regione, il peduncolo, connette la foglia trappola al fusto. A questa segue un rigonfiamento cavo chiamato vescicola o camera digestiva e la cavità poi prosegue nel collo tubulare. Questo si biforca apicalmente a formare due bracci elicoidali.
La cavità del rizofillo, di dimensioni capillari, è in comunicazione con l'ambiente esterno attraverso diverse piccole aperture disposte a spirale lungo i bracci elicoidali e una singola grande apertura nella biforcazione degli stessi.
L'epidermide interna del collo tubulare è ricoperta da anelli di tricomi non ghiandolari, detti peli detentivi, orientati tutti in direzione della vescicola, in modo tale da consentire solo un movimento unidirezionale delle prede verso la vescicola, dove avviene la digestione e l'assorbimento. Inoltre il rizofillo presenta diverse strutture ghiandolari: sull'epidermide interna sono presenti ghiandole digestive quadrifide (limitate all'interno della vescicola) e ghiandole bifide (nel collo tubulare). L'intera superficie esterna del rizofillo presenta delle piccole ghiandole esterne, con una testa ghiandolare formata da una o due cellule, con parete secondaria ben sviluppata.

### Morfologia riproduttiva
Tutte le specie di Genlisea possiedono un'infiorescenza racemosa ed ogni fiore, sorretto dal pedicello, possiede alla sua base una brattea centrale e due bratteole laterali. Il fiore di Genlisea, come quello di tutte le Lentibulariaceae, è zigomorfo, ermafrodita, pentamero e tetraciclico. Il calice è formato da cinque sepali connati alla base e liberi all'apice. Il numero di sepali costituisce uno dei principali caratteri diagnostici dei generi appartenenti alle Lentibulariaceae: Pinguicula e Genlisea possiedono un calice formato da 5 sepali, le specie di Utricularia appartenenti al sottogenere Polypompholyx hanno un calice formato da 4 sepali, mentre tutte le altre specie di Utricularia hanno un calice formato solo da due sepali.
La corolla in tutte le specie è bilabiata, personata, speronata, formata da 5 petali connati. Il labbro superiore, originatosi dalla fusione di due petali, è intero o bilobato, mentre il labbro inferiore è trilobato. I petali possono esibire diverse colorazioni che vanno dal giallo (es. G. pygmaea) al viola (es. G. hispidula).
L'androceo costituito da due stami nascosti all'interno del labbro superiore della corolla, mentre il gineceo è formato da un singolo ovario globoso e un singolo stigma bilabiato inserito all'apice dell'ovario.

## Biologia
La prima descrizione anatomica del rizofillo è stata effettuata da Warming (1874) e sulla base di questo lavoro, Darwin (1875) ha proposto per la prima volta che Genlisea fosse una pianta carnivora. Inoltre, Darwin è stato il primo a comprendere il meccanismo di cattura della trappola di Genlisea, paragonandolo a quello di una nassa.
In un singolo studio, condotto da Barthlott et al. (1998), è stato ipotizzato che Genlisea fosse una pianta specializzata nella cattura di protozoi, ma le osservazioni riportate su tutte le altre pubblicazioni disponibili su Genlisea suggeriscono che lo spettro delle prede di questa pianta carnivora è il più ampio tra tutte le piante carnivore. Quindi Genlisea è in grado di catturare, in modo non selettivo, tutti gli organismi edafici interstiziali abbastanza piccoli da poter penetrare all'interno delle aperture del rizofillo. Analisi del contenuto della vescicola hanno mostrato la presenza di organismi come nematodi, anellidi, acari, crostacei (in particolare copepodi) e collemboli, ma anche organismi unicellulari come cianobatteri, batteri non fotosintetici, protozoi (ciliati, flagellati, tecamebe e amebe) e alghe unicellulari (diatomee, alghe verdi, euglenoidi, ecc.).
Le prede entrano all'interno del rizofillo attraverso una serie di piccole aperture disposte in modo elicoidale lungo le braccia della trappola. Una volta entrate nel rizofillo, le prede non ne possono più uscire a causa della presenza di una serie di anelli di tricomi detentivi localizzati sull'epidermide interna dei bracci elicoidali e del collo tubulare, costringendole ad un movimento unidirezionale verso la vescicola, in cui esse verranno digerite dalla pianta.
La presenza di enzimi proteolitici secreti dalle ghiandole digestive è stata documentata da Heslop-Harrison (1975) e l'assorbimento dei nutrienti rilasciati dalle prede catturate è stato dimostrato mediante il tracciamento di radioisotopi da Barthlott et al. (1998). La morte delle prede è probabilmente legata all'ambiente anossico presente all'interno della vescicola (Adamec 2007).

## Distribuzione e habitat
Il genere Genlisea è distribuito nel continente americano (Centro America, Sud America, Cuba e Caraibi) ed in quello africano (Africa subsahariana), comprendendo anche il Madagascar.
Le specie appartenenti a questo genere vivono in ambienti caratterizzati dalla presenza periodica o perenne di acqua, in un range che può andare da terreno umido fino a condizioni completamente acquatiche. Tutte le specie si trovano in habitat caratterizzati da substrati oligotrofici, di natura acida o neutra, con bassa copertura vegetale che determina un intenso irraggiamento solare. A causa delle loro caratteristiche, questi habitat formano zone isolate rispetto agli ambienti circostanti e sono colonizzate da una vegetazione specializzata. Per via della loro scarsa estensione e dell'isolamento presentano, sul piano biologico, un comportamento simile alle isole e per questo sono anche definiti "functional islands". Esempi di habitat in cui sono state osservate specie di Genlisea sono gli affioramenti di rocce granitiche, suoli lateritici, arenarie, savane umide e sabbie di quarzo.

## Tassonomia
Il genere comprende le seguenti specie:
- Genlisea africana Oliv.
- Genlisea angolensis R.D.Good
- Genlisea aurea A.St.-Hil.
- Genlisea barthlottii Porembski, Eb.Fisch. & Gemmel
- Genlisea exhibitionista Rivadavia & A.Fleischm.
- Genlisea filiformis A.St.-Hil.
- Genlisea flexuosa Rivadavia, A.Fleischm. & Gonella
- Genlisea glabra P.Taylor
- Genlisea glandulosissima R.E.Fr.
- Genlisea guianensis N.E.Br.
- Genlisea hispidula Stapf
- Genlisea lobata Fromm
- Genlisea margaretae Hutch.
- Genlisea metallica Rivadavia & A.Fleischm.
- Genlisea multiflora A.Fleischm. & S.M.Costa
- Genlisea nebulicola Rivadavia, Gonella & A.Fleischm.
- Genlisea nigrocaulis Steyerm.
- Genlisea oligophylla Rivadavia & A.Fleischm.
- Genlisea oxycentron P.Taylor
- Genlisea pallida Fromm & P.Taylor
- Genlisea pulchella Tutin
- Genlisea pygmaea A.St.-Hil.
- Genlisea repens Benj.
- Genlisea roaraimensis N.E.Br.
- Genlisea sanariapoana Steyerm.
- Genlisea stapfii A.Chev.
- Genlisea subglabra Stapf
- Genlisea tuberosa Rivadavia, Gonella & A.Fleischm.
- Genlisea uncinata P.Taylor & Fromm
- Genlisea violacea A.St.-Hil.